# Ron Field
Ronald Field, detto Ron (New York, 18 ottobre 1933 – New York, 6 febbraio 1989), è stato un regista teatrale e coreografo statunitense.

## Biografia
Debuttò da bambino a Broadway nel 1941 con Lady in the Dark di Kurt Weill a Broadway, a cui seguirono lavori come ballerino di fila sempre a Broadway nei musical Gentlemen Prefer Blondes (1949), Kismet (1954) e The Boy Friend (1955). Successivamente si dedicò alle coreografie, curando i movimenti dei flop Nowehere But Up (1962) e Cafe Crown (1964). Il suo primo grande successo arrivò nel 1966, quando vinse il Tony Award alle migliori coreografie per la prima del musical Cabaret. Nel 1970 ottenne un altro grande successo con il musical Applause, che diresse e coreografò e per cui vinse un secondo Tony Award alle migliori coreografie e il Tony Award alla miglior regia di un musical. Lavorando come coreografo anche in televisione, Field vinse due Emmy Award nel 1977 e nel 1978.
Successivamente la sua carriera subì una battuta d'arresto, i suoi lavori furono poco apprezzati da critica e pubblico e nel 1981 fu licenziato durante le prove della prima di Merrily We Roll Along a Broadway, per la regia di Harold Prince e la colonna sonora di Stephen Sondheim. Nella seconda metà del decennio Field riacquisì popolarità e apprezzamenti, coreografando un revival di Kiss Me, Kate a Londra e uno di Cabaret a Broadway nel 1987.
Omosessuale, è morto a causa di lesioni cerebrali.